# Cratere Shoemaker
Shoemaker è un cratere lunare di 51,82 km situato nella parte sud-orientale della faccia visibile della Luna.